# Dodge 50

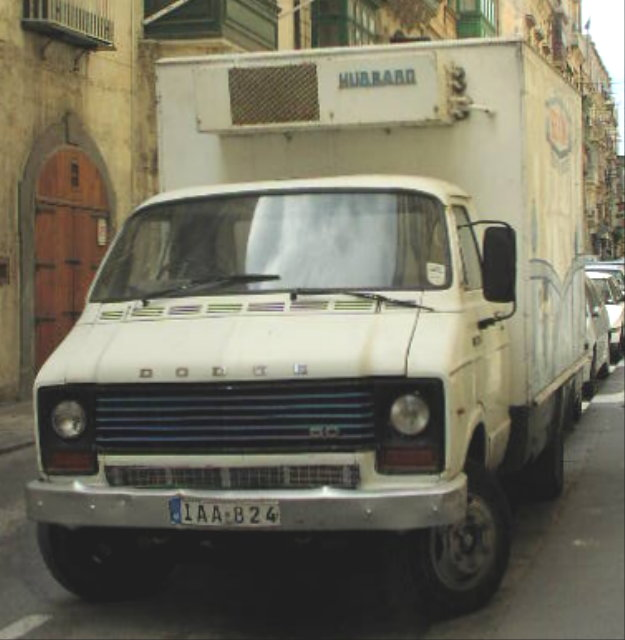
Dodge 50 mit Kühlwagenaufbau für „Benna“-Milch in Malta

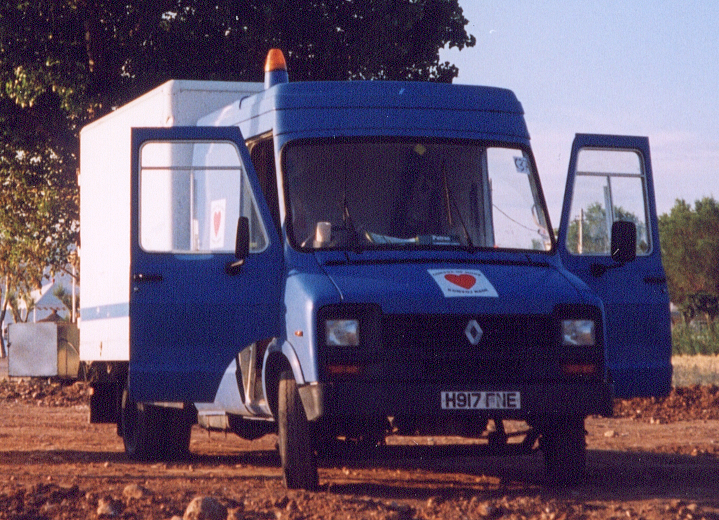
Renault Dodge 50 "B56" (5.600 kg) mit Doppelkabine und Kasten, früher von British Gas, bei der Arbeit für einen Hilfskonvoi in Jugoslawien

Der Dodge 50, später auch Renault 50, war eine Baureihe leichter LKWs, die Chrysler Europa unter dem Namen Dodge in Großbritannien herstellte. Später übernahm Renault Véhicules Industriels (RVI), früher Teil des Renault-Konzerns, heute zu Volvo gehörig, die Fertigung. Die Baureihe wurde in den Modelljahren 1979 bis 1993 angeboten.
Die Serie 50 gab es in einer Vielzahl von Chassis- und Aufbaukombinationen – einschließlich zweier vollkommen unterschiedlicher Führerhäuser – mit einem zulässigen Gesamtgewicht von 3,5 bis 7,5 t. Es wurden verschiedene Motoren angeboten, einschließlich des Perkins Phaser; es gab auch eine Version mit Allradantrieb. Aufbauhersteller boten eine Vielzahl von Aufbauten an, auch Kipper und Minibusse.
Viele Fahrzeuge wurden als Fahrgestelle mit Führerhaus ausgeliefert und dann mit Kastenaufbauten versehen; solche Wagen wurden vielfach von Transportfirmen in Großbritannien genutzt. Auch waren sie oft mit Kompressoren oder Generatoren versehen. Langsam ließ aber die Beliebtheit dieser Fahrzeuge nach, namentlich wegen der Unzuverlässigkeit, wenn Zusatzaggregate mit dem Nebenabtrieb verbunden waren (Die Fahrzeuge selbst hatten in der Regel keine Probleme mit der Zuverlässigkeit). Die allradgetriebene Version wurde von der britischen Armee eingesetzt, da dies einer der wenigen im Land hergestellten LKW in dieser Größenklasse war und sie wesentlich mehr Waffen und Ausrüstung befördern konnte als selbst der größte Land Rover.
Chrysler wurde von der britischen Regierung unterstützt, die der kränkelnden Fahrzeugindustrie helfen wollte. Chrysler jedoch hatte alle Hände voll damit zu tun, wieder auf die Gewinnschiene zu kommen, da sie von Rootes etliche problematische PKW- und LKW-Marken (und Fabriken) geerbt hatte, namentlich Commer und Karrier, und dazu noch verschiedene französische Betriebsteile. 1978 gab Chrysler seine europäischen Aktivitäten komplett auf und verkaufte sie an Peugeot. Die PKW und Kleintransporter wurden unter dem Markennamen Talbot angeboten.
Peugeot jedoch hatte wenig Interesse an den LKW und die Fabrik für schwerere Modelle wurde zusammen mit Renault Véhicules Industriels (RVI) betrieben, die eine britische Produktionsstätte für ihre eigenen Modelle suchte. Man fertigte die Serie 50, ebenso wie den kleinen Dodge (früher Commer) Spacevan und die größere Serie 100 weiter. Während dieser Übergangsphase gab es Fahrzeuge, die noch die Dodge-Bezeichnung hatten, aber auch schon den Renault-Rhombus.
1987 wurde die Serie 50 überarbeitet und nun einheitlich als Renault 50 bezeichnet. Den Namen Dodge gab es in Großbritannien nicht mehr. (Chrysler behielt seine Dodge Division in den USA und führte ab 2006 wieder amerikanische Dodge-Modelle in Großbritannien ein). Renault stellte die Serie 50 noch bis 1993 her, aber sie war nie ein großer Verkaufserfolg, auch weil sie mit anderen Renault-Produkten wie dem Master, den Renault viel lieber exportierte, konkurrieren musste.
1994 verkaufte Renault, die die Fabrik nun für eine große Motorenfertigung benötigte, die Presswerkzeuge für die Serie 50 an einen chinesischen Hersteller.
Serie-50-Fahrzeuge sieht man noch gelegentlich auf den Straßen in Großbritannien; oft wurden sie mit einem Wohn- oder Werkstattaufbau versehen. Auch gibt es noch einige als Pferdetransporter und einige fahren noch bei der Armee. Zur Erhaltung der Fahrzeuge haben sich die Besitzer zu Interessengemeinschaften zusammengeschlossen (s. Weblinks).